# Jeff Hanneman
Jeff Hanneman   (Oakland, 31 de gener de 1964 - Hemet, 2 de maig de 2013) va ser músic i guitarrista del grup de thrash metal Slayer.

## Biografia
Es va criar a Oakland, Califòrnia en una família plena d'exsoldats: el seu pare participà en el desembarcament de Normandia durant la Segona Guerra Mundial i els seus germans lluitaren al Vietnam. La guerra era un tema recurrent a l'hora d'asseure's a la taula a sopar en la família dels Hanneman. Les pel·lícules de guerres eren molt populars a l'època, i en Jeff i els seus germans fabricaven models a escala de tancs en els seus temps lliures.
El 1981, en Jeff conegué Kerry King quan es van ajuntar en una sessió per conformar el que més tard seria Slayer. Les seves primeres composicions junts van ser covers d'Iron Maiden i Judas Priest. El 1984 van conèixer en Dave Lombardo, el van convidar que tocara junt amb ells, i Dave va acceptar tot seguit. Temps després van conèixer Rick Rubin, un conegut productor de l'època, que els va posar al camí del Thrash Metal i els va ajudar a fer|donar els seus primers passos com a banda.
El 1997 Jeff es va casar amb Kathryn, a qui havia conegut en la dècada de 1980. Van decidir no tenir fills i van viure a Los Angeles.

### Interès en la història nazi
El clar interès de Jeff en l'Alemanya Nazi és evident en algunes de les lletres de les seves cançons. El seu interès va començar per les medalles que li donava el seu pare. La seva medalla més preada és la Creu de Ferro. Va compartir les seves ideologies amb Lemmy, vocalista de Motörhead. La lletra de la cançó Angel of Death de l'àlbum Reign in Blood, parla de Josef Mengele, un conegut doctor nazi del camp de concentració d'Auschwitz durant la Segona Guerra Mundial. Jeff ha defensat que: "no és un seguidor d'aquesta ideologia, només li interessa el tema".

### Mort
El 2 de maig del 2013 Hanneman va morir en un hospital del Sud de Califòrnia, on era intervingut per una deficiència hepàtica

El grup Slayer, del qual formava part, anuncià el següent:
| « | Slayer is devastated to inform that their bandmate and brother, Jeff Hanneman, passed away at about 11AM this morning near his Southern California home. Hanneman was in an area hospital when he suffered liver failure. He is survived by his wife Kathy, his sister Kathy and his brothers Michael and Larry, and will be sorely missed. Our Brother Jeff Hanneman, May He Rest In Peace (1964 - 2013) | » |

## Estil i influències
Els seus solos es componen principalment de shredding (tècnica en què la velocitat és el més important). És a més el principal compositor de la clàssica cançó Angel of Death una de les més famoses del Thrash Metal. A més va compondre la música d'altres obres clàssiques de Slayer com South of Heaven, War Ensemble i Seasons in the Abyss. Els àlbums més recents de Slayer van ser en gran part composicions seves, formant una associació amb Tom Araya que eclipsava de vegades les contribucions creatives de Kerry King. Jeff Hanneman era també un seguidor del Punk-Rock, amb influències a l'àlbum Undisputed Attitude. S'esmenten Iron Maiden, Judas Priest, i Led Zeppelin, entre d'altres, com algunes de les seves influències.

## Equip
Guitarres
- ESP Jeff Hanneman Signature model
- Jackson Custom Shop Soloist
- [Pastilles EMG 81,85]

Amplificadors
- Marshall JCM-800

Pedals/Efectes
- Dunlop MXR Super Comp
- Dunlop Crybaby From Hell Wah-Wah
- MXR Smart Gate
- MXR 10 Band EQ

D'altres
- Eventide H3000S Harmonizer
- Cables Monster
- Sistema sense fils Shure